# Albardilla (arquitectura)

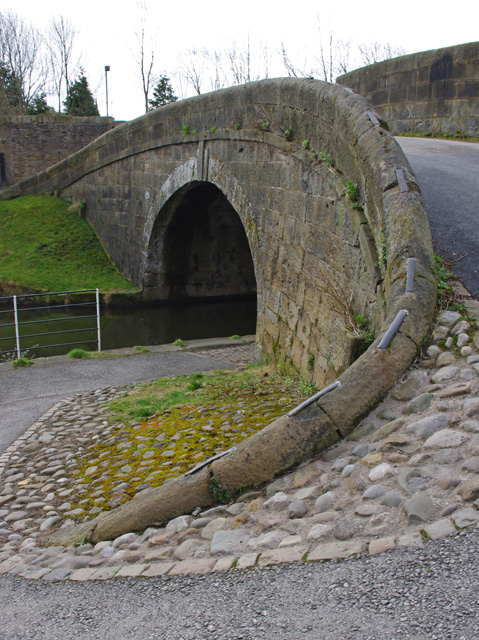
Puente en el Canal de Lancaster (Inglaterra), donde se observan albardillas de piedra unidas con grandes grapas metálicas.

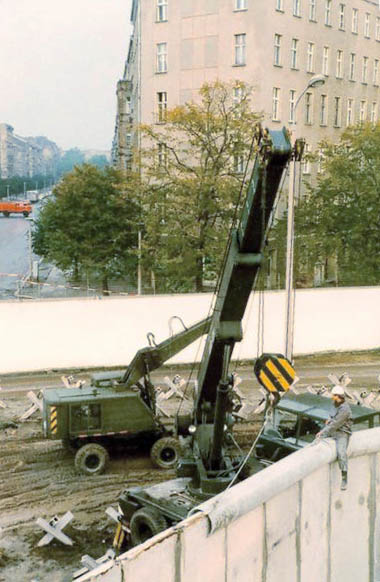
Colocación de albardilla en la parte superior del Muro de Berlín.

Una albardilla (diminutivo de albarda), en arquitectura, es un remate o tejadillo en la parte superior de un muro para protegerlo de la lluvia o de otras inclemencias meteorológicas.
Básicamente, la albardilla puede tener una única dirección, a un agua, o bien ser de caballete, con pendientes a ambos lados de un punto alto central.
Una albardilla puede ser de piedra, terracota, ladrillo, teja, pizarra, metal (como por ejemplo, cobre o zinc), madera o paja. Todos estos materiales deben evitar que el agua penetre por el muro.
En la arquitectura románica, las albardillas son lisas y planas y se proyectan sobre el muro con un tragadero para formar un goteo. Posteriormente se le dio una pendiente pronunciada (principalmente en el lado exterior), y se le colocó en la parte superior un astrágalo; en el estilo decorado inglés existían hasta dos o tres juegos y en el período perpendicular tomaron una sección ondulada, y las molduras de albardillas continuaron por los lados, así como por la parte superior e inferior, ingleteando los ángulos, como en muchas de las facultades de Oxford.